# Judzianka
Judzianka – dzielnica Hajnówki położona między ulicami Wrzosową i Warszawską.

## Historia

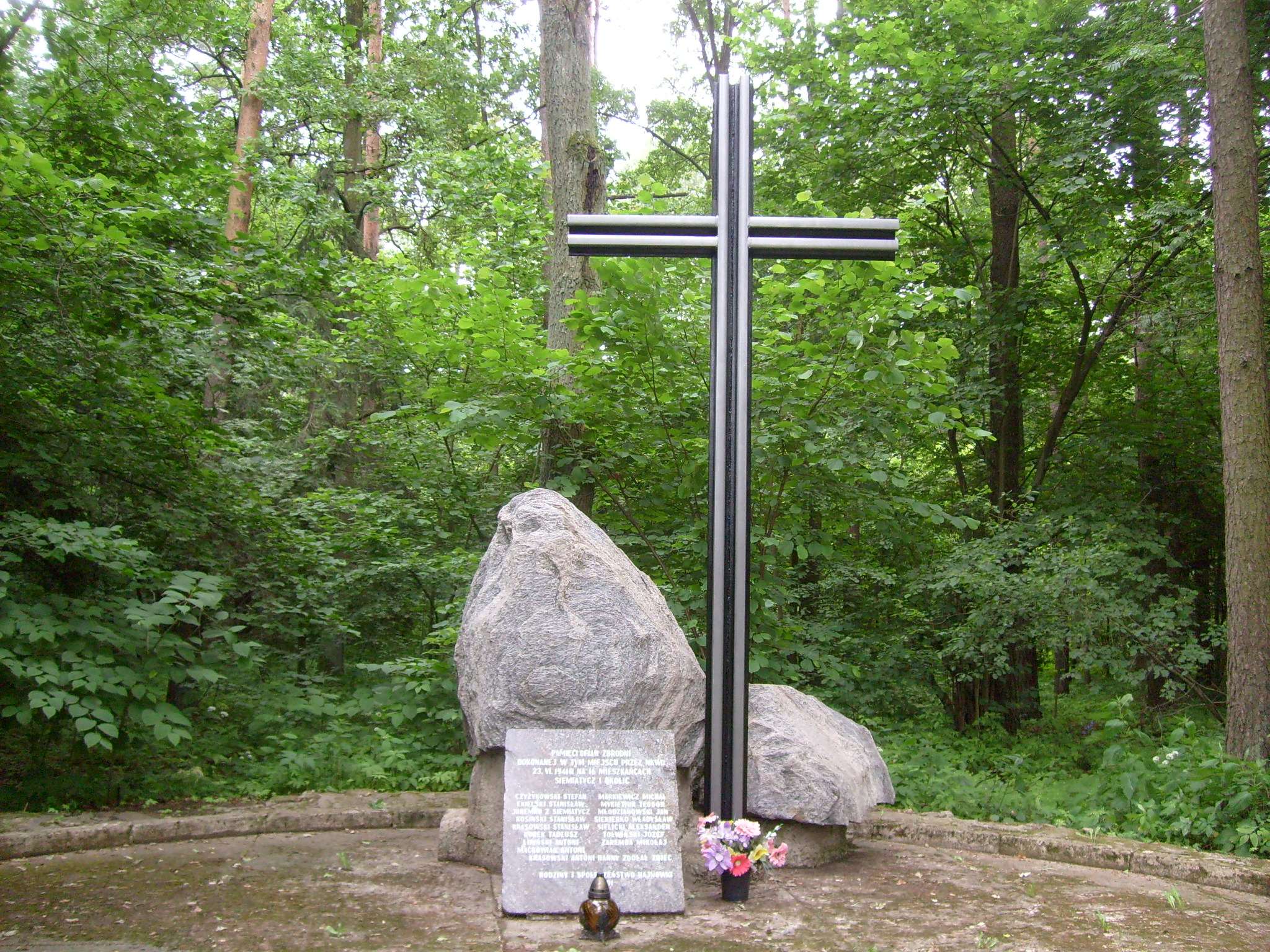
Pomnik upamiętniający mord na mieszkańcach Siemiatycz dokonany przez NKWD w roku 1941.

Dawne uroczysko Puszczy Białowieskiej nad rzeczką o tej samej nazwie.
W roku 1792 osiedlono tu strzelca Straży Leśniackiej. W późniejszym czasie powstała tu wieś Judzianka. 23 czerwca 1941 r. w lesie przy Szosie Kleszczelowskiej NKWD rozstrzelało szesnastu mieszkańców Siemiatycz.
Za II RP należała do gminy Orla w powiecie bielskim w województwie białostockim. 13 kwietnia 1929 weszła w skład nowo utworzonej gminy Hajnówka w tymże powiecie, której 1 kwietnia 1930 nadano status gminy wiejskiej o miejskich uprawnieniach finansowych. Gmina Hajnówka przetrwała tylko ponad rok, bo już 30 czerwca 1930 zniesiono ją, a Judzianka powróciła do gminy Orla.
16 października 1933 roku Judzianka wraz z Poryjewem i Górnem utworzyły gromadę Górne w gminie Orla.
1 października 1934 po raz drugi utworzono gminę Hajnówka, w związku z czym Judziankę ponownie odłączono od gminy Orla i włączono do gminy Hajnówka.
Po II wojnie światowej Judzianka zachowała przynależność administracyjną. 1 lipca 1952 gromadę Górne (z Górnem, Poryjewem i Judzianką) zniesiono, włączając ją do miasta Hajnówki.
W latach 50. wybudowano nowy budynek szkoły podstawowej przy ulicy Warszawskiej.
W roku 1991 w lesie przy Judziance ustawiono pomnik upamiętniający mord na mieszkańcach Siemiatycz. W 1995 r. rozpoczęto budowę cerkwi pw. św. Dymitra, która została ukończona w 2007. W 1996 powstała tu parafia prawosławna pw. św.Dymitra.

## Ulice
Gajowa, Działowa, Myśliwska, Zwierzyniecka, Obwodowa, Poranek Judzianka Stara, Warszawska